# Automolius semitifer
Automolius semitifer är en skalbaggsart som beskrevs av Blackburn 1906. Automolius semitifer ingår i släktet Automolius och familjen Melolonthidae. Inga underarter finns listade.